# بی‌ستاره‌ها
بی‌ستاره‌ها فیلمی به کارگردانی و نویسندگی خسرو پرویزی محصول سال ۱۳۳۸ است. در این فیلم ویگن، مهوش و آفت به‌عنوان خواننده حضور داشته‌اند.

## خلاصه داستان
۲۴ ساعت از زندگی سه جوان بی هدف و سرگردان که بدنبال کار میگردند.انها برای گذراندن زندگی به هر کاری دست می‌زنند. تا زمانی که با زن هوسبازی آشنا می‌شوند که هر سهٔ آنها را بازیچه خود می‌سازد. پس از این ماجراست که آنها واقعیت زندگی را می‌فهمند و از این پس مصمم و جدی با زندگی و مسایل آن روبرو می‌شوند.

## تلویزیون ثابت پاسال
برای اولین بار استویوهای تلویزیونی ثابت پاسال در این فیلم دیده میشوند.سه جوان برای کار در تلویزیون به ابن استویوها میروند تا بعنوان نظافتچی استخدام شوند.سال ۱۳۳۷

## گروه بازیگران
1. ژاله علو
2. گرشا رئوفی
3. محمد متوسلانی
4. منصور سپهرنیا
5. عباس مصدق
6. علی پروانه
7. حسین محسنی
8. همایون